# LogMeIn Hamachi
O LogMeIn Hamachi é um programa de computador que simula uma rede local ou Local Area Network (LAN), permitindo que pessoas à distância tenham acesso ao computador ou computadores alheios, principalmente para jogos, como se estivessem realmente ligados em LAN.
Este programa permite também que jogadores que usam um router possam hospedar jogos (caso o usuário tenha acesso ao roteador, ao invés de utilizar o Hamachi, pode utilizar o Port Forwarding para enviar as conexões externas para um IP fixo, server game no caso dos routers mais novos, e caso o problema seja firewall, pode abrir as portas necessárias ou habilitar uma DMZ) através do fornecimento de um IP fictício. Entretanto as redes locais têm um característica singular que é a de permitir o compartilhamento de arquivos de computadores que estão na mesma rede, e é necessário tomar determinadas precauções para o uso desse programa.
Além de ser usado para rodar jogos como se estivesse numa LAN, ele permite a criação de uma VPN para tráfego seguro de dados. Como ele funciona pela internet, não se deve esperar um desempenho de uma rede local (a menos que esteja local). Atualmente o programa pode ser adquirido comercialmente com possibilidade de acesso à versão gratuita, sendo esta última limitando o usuário a criar redes com capacidade máxima para 5 usuários.

## Compatibilidade
As versões atuais do Hamachi são suportadas pelos seguintes sistemas operacionais:
- Microsoft Windows
- Linux
- Mac OS X
- Freebsd
- iOS
- Android

Devido as versões 1.0.2.0 e 1.0.2.1, alguns usuários do Windows Vista tem problemas em se conectar ao Hamachi. Desde 30 de março de 2007, o programa inclui a ferramenta Vista tweaks, que resolve esses problemas relacionados com o Sistema Operacional, além de outras soluções específicas

## Popularidade
O programa recentemente vem conquistando milhões de usuários devido a possibilidade de conectar jogadores em qualquer lugar do mundo, criando assim servidores de jogos online, porém esse método é somente usado para pequenos servidores, já que para criar um servidor é preciso outro método, o chamado host. Hosts tem capacidade maior para acomodar jogadores, conexão segura e estável entre outros benefícios, porém hosts geralmente apresentam um custo alto mensal, além de certas limitações. Um grande exemplo de jogadores que utilizam o Hamachi são os jogadores do game Minecraft.[carece de fontes?]